# Seth Paintsil
Seth Paintsil (20 maggio 1996) è un calciatore ghanese, attaccante svincolato.

## Caratteristiche tecniche
È un'ala sinistra.

## Carriera
Cresciuto nel settore giovanile del Brong Ahafo Utd, è approdato in Europa nel 2015 firmando con i finlandesi del Jaro. Ha debuttato l'8 maggio disputando l'incontro di Veikkausliiga perso 2-1 contro il RoPS. Nell'arco di quattro stagioni ha disputato 67 incontri segnando 15 reti prima di trasferirsi all'Admira Wacker M.

## Palmarès

### Club

#### Competizioni nazionali
- Supercoppa di Malta: 1

Ħamrun Spartans: 2023
- Campionato maltese: 1

Ħamrun Spartans: 2023-2024